# Ronde van Vlaanderen 2012
96. edycja wyścigu kolarskiego Ronde van Vlaanderen odbyła się w dniu 1 kwietnia 2012 roku i liczyła 256,9 km. Start wyścigu miał miejsce w Brugii, a meta w Oudenaarde. Wyścig figurował w rankingu światowym UCI World Tour 2012.
Zwyciężył Belg Tom Boonen z grupy Omega Pharma-Quick Step, drugi był Włoch Filippo Pozzato, a trzeci jego rodak Alessandro Ballan.
W wyścigu startowali polscy kolarze: Maciej Bodnar z Liquigas-Cannondale zajął 102. miejsce, a Jarosław Marycz jeżdżący w Team Saxo Bank był 103.

## Uczestnicy
Na starcie tego klasycznego wyścigu stanęło 25 zawodowych ekip, osiemnaście drużyn jeżdżących w UCI World Tour 2012 i siedem profesjonalnych zespołów zaproszonych przez organizatorów z tzw. "dziką kartą".
Lista drużyn uczestniczących w wyścigu:
| Numery  | Kod | Zespół                  |
| ------- | --- | ----------------------- |
| 1-8     | SAX | Team Saxo Bank          |
| 11-18   | BMC | BMC Racing Team         |
| 21-28   | OPQ | Omega Pharma-Quick Step |
| 31-38   | LBT | Lotto-Belisol           |
| 41-48   | SKY | Team Sky                |
| 51-58   | ALM | Ag2r-La Mondiale        |
| 61-68   | GEC | GreenEDGE Cycling Team  |
| 71-78   | AST | Pro Team Astana         |
| 81-88   | EUS | Euskaltel-Euskadi       |
| 91-98   | FDJ | FDJ-BigMat              |
| 101-108 | KAT | Team Katusha            |
| 111-118 | LAM | Lampre-ISD              |
| 121-128 | LIQ | Liquigas-Cannondale     |

| Numery  | Kod | Drużyna                       |
| ------- | --- | ----------------------------- |
| 131-138 | MOV | Movistar Team                 |
| 141-148 | RAB | Rabobank Cycling Team         |
| 151-158 | GAR | Garmin-Barracuda              |
| 161-168 | RNT | RadioShack-Nissan-Trek        |
| 171-178 | VCD | Vacansoleil-DCM               |
| 181-188 | TPV | Topsport Vlaanderen           |
| 191-198 | LAN | Landbouwkrediet               |
| 201-208 | ACC | Accent.jobs-Willems Veranda's |
| 211-218 | FAR | Farnese Vini-Selle Italia     |
| 221-228 | PRO | Project 1t4i                  |
| 231-238 | EUC | Team Europcar                 |
| 241-248 | APP | Team NetApp                   |

## Klasyfikacja generalna
| M-ce | Imię i nazwisko   | Kraj     | Drużyna                   | Czas       |
| ---- | ----------------- | -------- | ------------------------- | ---------- |
| 1.   | Tom Boonen        | Belgia   | Omega Pharma-Quick Step   | 6h 04' 28" |
| 2.   | Filippo Pozzato   | Włochy   | Farnese Vini-Selle Italia | + 0"       |
| 3.   | Alessandro Ballan | Włochy   | BMC Racing Team           | + 1"       |
| 4.   | Greg Van Avermaet | Belgia   | BMC Racing Team           | + 38"      |
| 5.   | Peter Sagan       | Słowacja | Liquigas-Cannondale       | + 38"      |
| 6.   | Niki Terpstra     | Holandia | Omega Pharma-Quick Step   | + 38"      |
| 7.   | Luca Paolini      | Włochy   | Team Katusha              | + 38"      |
| 8.   | Thomas Voeckler   | Francja  | Team Europcar             | + 38"      |
| 9.   | Matti Breschel    | Dania    | Rabobank Cycling Team     | + 38"      |
| 10.  | Sylvain Chavanel  | Francja  | Omega Pharma-Quick Step   | + 38"      |